# Drugera viridicauda
Drugera viridicauda är en fjärilsart som beskrevs av Felix Bryk 1953. Drugera viridicauda ingår i släktet Drugera och familjen tandspinnare. Inga underarter finns listade i Catalogue of Life.